# Вила „Гучево”
Вила "Гучево" се налази на обронцима планине Гучево, недалеко од централног дела Бање Ковиљаче у близини Виле Др. Петровића. Са фасадом у окер боји, конструисана као омањи пансион за издавање соба, истиче се са монументалнијим изгледом од осталих у овом крају. Због замисли да њена намена буде хотелског типа, дизајн виле је осмишљен по узору на сличне објекте у Европи.

## Архитектура
Уочљив је академски приступ композицији, као и еклектичан израз. Најизразитији сегмент за вилу јесте велики и истакнути трем који има правоугаону основу и псеудодорске стубове, а изнад ког се налази тераса са оградама од балустера. На старијим сликама ова тераса је била много мања на оригиналном здању, тада су постојала и арт-деко ћирилична слова Гучево на фасади. Забат троугаоног облика изнад средишњег дела главне и споредне фасаде украшена је декоративним дрвеним троугластим решеткама. Док су сокл и степениште урађени од камена, ограде фасаде су скромно украшене плитким испустима у малтеру око прозора и врата, као и хоризонталним венцем који одваја приземље и спрат. И у приземљу и на спрату око централног хола су равномерно распоређене собе за госте.

## Историјат
Вила је изграђена пре Великог рата, између 1904. и 1907. године на имању власника предузимача Раке Аћимовића. Гардијски официр краљеве војске Милан Кандић купује вилу 1923. године заједно са околином, а 1928. године још један део овог имања са вилом Гучево. Побољшао је изглед и капацитет виле кредитима од ратних постигнућа и користио је за издавање соба гостима. Након Другог светског рата долази до национализације, те хотел губи првобитну функцију и у вилу се усељава више породица на трајној основи. Изглед овог здања је познат са многих старих разгледница, али до недавног реновирања прошла је и кроз период када јој је значај био знатно умањен. Данас је у власништву неколико породица и темељно је реновирана.